# Dreamland (album)
Dreamland is het derde album van de Italiaanse metalband DGM, in 2001 uitgebracht door Elevate Records.

## Nummers
1. "Dreamland" — 6:59
2. "Eternity" — 7:09
3. "Lost in Time" — 7:03
4. "The Rain Falls in the Desert" — 5:17
5. "Reason to Live" — 5:33
6. "Ego's Battle" — 5:05
7. "Lie!" — 7:20
8. "Sweet Surrender" — 7:01
9. "Feeling Forever" — 6:48

## Band
- Titta Tani - zanger
- Diego Reali - gitarist / bassist
- Maurizio Pariotti - toetsenist
- Fabio Costantino - drummer